# ムラデン・ダバノヴィッチ
ムラデン・ダバノヴィッチ（Mladen Dabanovič、1971年9月13日 - ）は、スロベニア (旧ユーゴスラビア)・マリボル出身の元同国代表サッカー選手。現役時代のポジションはGK。

## 来歴
1998年からスロベニア代表に招集され始め、UEFA EURO 2000ではグループステージ全試合に先発フル出場を果たしたが、2002 FIFAワールドカップでは1試合のみの出場に終わった。
また、UEFA EURO 2004の勝利すれば本大会出場が決定するクロアチア代表とのプレーオフにて、初戦を1-1で終えた2戦目にダド・プルショによる簡単なシュートを誤ってゴールへ弾いてしまい、0-1のまま試合が終了したことでダバノヴィッチは批判を浴びた。この試合後、代表からの引退を発表した。

## 代表歴

### 出場大会
- スロベニア代表
  - 2002 FIFAワールドカップ

### 試合数
- 国際Aマッチ 25試合 0得点（1998年-2003年）[3]

| スロベニア代表 | 国際Aマッチ | 国際Aマッチ |
| 年             | 出場        | 得点        |
| -------------- | ----------- | ----------- |
| 1998           | 1           | 0           |
| 1999           | 6           | 0           |
| 2000           | 9           | 0           |
| 2001           | 2           | 0           |
| 2002           | 4           | 0           |
| 2003           | 3           | 0           |
| 通算           | 25          | 0           |